# Jon Emminger
Jonathon David (Jon) Emminger (New Iberia, 8 november 1983) is een Amerikaans professioneel worstelaar die werkzaam was bij WWE als Lucky Cannon.
Tijdens zijn periode bij de WWE, was Emminger vooral te zien op Florida Championship Wrestling, dat ook als een opleidingscentrum fungeerde van de WWE, en WWE NXT.

## Professioneel worstelcarrière

### World Wrestling Entertainment (2008-2011)
In 2008 ondertekende Emminger een opleidingscontract met World Wrestling Entertainment en ging worstelen op Florida Championship Wrestling (FCW). Emminger begon te worstelen onder zijn ringnaam Johnny Prime. De eerste maanden in 2008 worstelde hij in heel wat tag-team matchen. In september worstelde hij een paar gemengde tag-team matchen met Tiffany tegen Stu Bennett en Alicia Fox. De laatste maanden van 2008 ging hij dan één-op-één ("single") matchen worstelen tegen Caleb O’Neil, TJ Wilson, Gavin Spears en Mike Kruel.
In 2009, van maart tot mei, begon Prime te ruziën met Alex Riley. Op 13 maart verloor Prime een match tegen Riley. Op 26 maart won hij een herkansing tegen Riley in een "six-man tag team match". Prime en zijn partners Johnny Curtis en Tyler Reks wonnen van Riley, Mr. Tarver en Ian Richardson. Een maand later versloeg Prime met Ricky Ortiz, Eric Escobar en Sheamus O'Shaunessy in een "eight-man tag team match" van Riley, Justin Angel, Drew McIntyre en D.H. Smith. Om de ruzie te beëindigen versloeg Prime, Tyler Reks en Sheamus O'Shaunessy van Riley, McIntyre en Lance Hoyt.
In 2010 worstelde Prime sporadisch op FCW. Op 3 februari 2011 won Cannon, met behulp van de 'special guest referee' Brett DiBiase en zijn metgezel Maxine, de General Manager van FCW, het FCW Florida Heavyweight Championship van Bo Rotundo, die juist het moment daarvoor Mason Ryan versloeg. Op 19 mei verloor Cannon zijn kampioenschap terug aan Rotundo.
Op 1 juni 2010 werd aangekondigd dat Emminger onder zijn ringnaam Lucky Cannon zou deelnemen aan seizoen 2 van WWE NXT. Cannon werd in dat seizoen bijgestaan door zijn mentor Mark Henry. In de 10de week van seizoen 2 werd Cannon geëlimineerd door de NXT-poll.
In maart 2011 werd aangekondigd dat Cannon geselecteerd was als een van de zes voormalige NXT-deelnemers. Tijdens dat seizoen was Tyson Kidd zijn mentor. Op 15 juni 2011, de 15de week, werd Cannon geëlimineerd door de NXT-poll.
Op 8 augustus 2011 was het WWE-contract van Emminger afgelopen en was vrijgegeven.

## In worstelen
- Finishers
  - Lucky Break
- Signature moves
  - Diving crossbody
- Bijnaam
  - "Lucky, Da-Lish, Mr. Steal-Your-Girl"
- Managers
  - Maxine

## Prestaties
- Florida Championship Wrestling
  - FCW Florida Heavyweight Championship (1 keer)